# 科索沃—乌干达关系
科索沃—乌干达关系在科索沃宣布独立后一直较为复杂。乌干达最初对是否承认科索沃持谨慎态度，多次表示需要进一步研究。虽然乌干达部分官员曾向科索沃方面发出积极信号，但这些信息随后被乌干达方面否认或未明确确认，导致双方对此存在分歧。

## 历史
2008年2月，乌干达一位高级官员表示，乌干达政府正在认真研究科索沃宣布独立的情况，之后再决定是否予以承认。2009年3月，乌干达常驻联合国代表鲁哈卡纳·鲁贡达表示，乌干达将在适当的时候就是否承认科索沃做出“最优决策”。
2011年8月，乌干达外交部长萨姆·库泰萨致信科索沃副总理贝赫杰特·帕乔利，承诺将根据国际法院的裁决审议承认请求。2012年2月，科索沃外交部长宣布乌干达已承认科索沃独立，并引用一份日期为2011年12月5日的照会，其中乌干达总统约韦里·穆塞韦尼表示祝贺科索沃“在争取国家独立方面取得的进展”，并称“我们与其他承认科索沃共和国的国家立场一致”。对此塞尔维亚外交部长武克·耶雷米奇回应称，乌干达外交国务部长亨利·奥列姆·奥克洛曾告知他乌干达并未承认科索沃。
2013年1月，科索沃前外交部长斯肯德·海塞尼表示，乌干达和尼日利亚的承认“不仅受到相关国家的质疑，也未获得美国国务院的确认”。而时任外交部长恩维尔·霍查伊则坚称此类承认有效且可信。然而，2014年6月科索沃外交部在一篇文章中将乌干达列为尚未承认科索沃的国家之一。
2023年7月31日，乌干达总统约韦里·穆塞韦尼在对塞尔维亚进行国事访问期间，明确表示乌干达政府不会承认科索沃“单方面宣布的独立”。穆塞韦尼与塞尔维亚总统亚历山大·武契奇举行了双边会谈，并表达了示其继续支持塞尔维亚的领土完整立场。不过在2025年，乌干达财政部长在达沃斯世界经济论坛期间访问了科索沃之家，与科索沃经济部长共同强调了加强双边关系的重要性。